# 延性
延性（えんしょう、貞観元年（859年）- 延長7年10月28日（929年12月6日））は、平安時代中期の真言宗の僧。
905年（延喜5年）醍醐寺の聖宝から灌頂を受け、念覚院を開き、925年（延長3年）醍醐寺座主に就任した。
| スタブアイコン | サブスタブ | この項目は、まだ閲覧者の調べものの参照としては役立たない、人物に関連した書きかけの項目です。この項目を加筆・訂正などしてくださる協力者を求めています（P:人物伝/PJ:人物伝）。 |